# Scott Evans

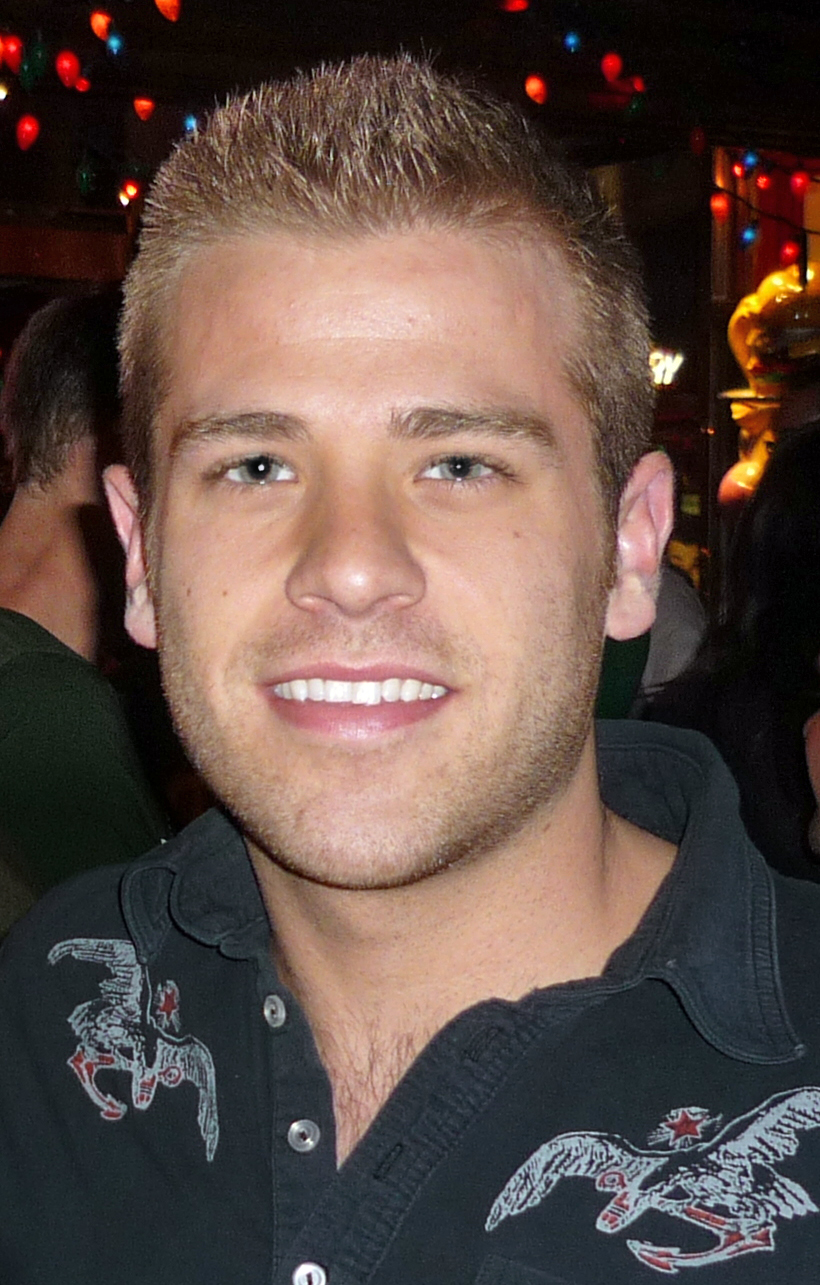
Scott Evans

Scott Evans, född 21 september 1983 i Sudbury, Massachusetts. är en amerikansk skådespelare, mest känd som den homosexuella polisen Oliver Fish i såpoperan "One life to live". Han har även varit med i tv-serien Fringe och filmen En shopaholics bekännelser. Han är skådespelaren Chris Evans yngre bror. Hans pappa Bob Evans, är tandläkare, och hans mamma Lisa är dansare. Han studerade teater på New York University.
Hans bror Chris Evans berättade för den amerikanska tidningen The Advocate i februari 2009 att hans bror var homosexuell och i juni 2009 berättade Scott Evans om sin komma ut-process i en intervju på webbsidan AfterElton.com. 

## Filmografi
- 2015 – Close Range
- 2023 – Barbie